# Processamento de alimentos

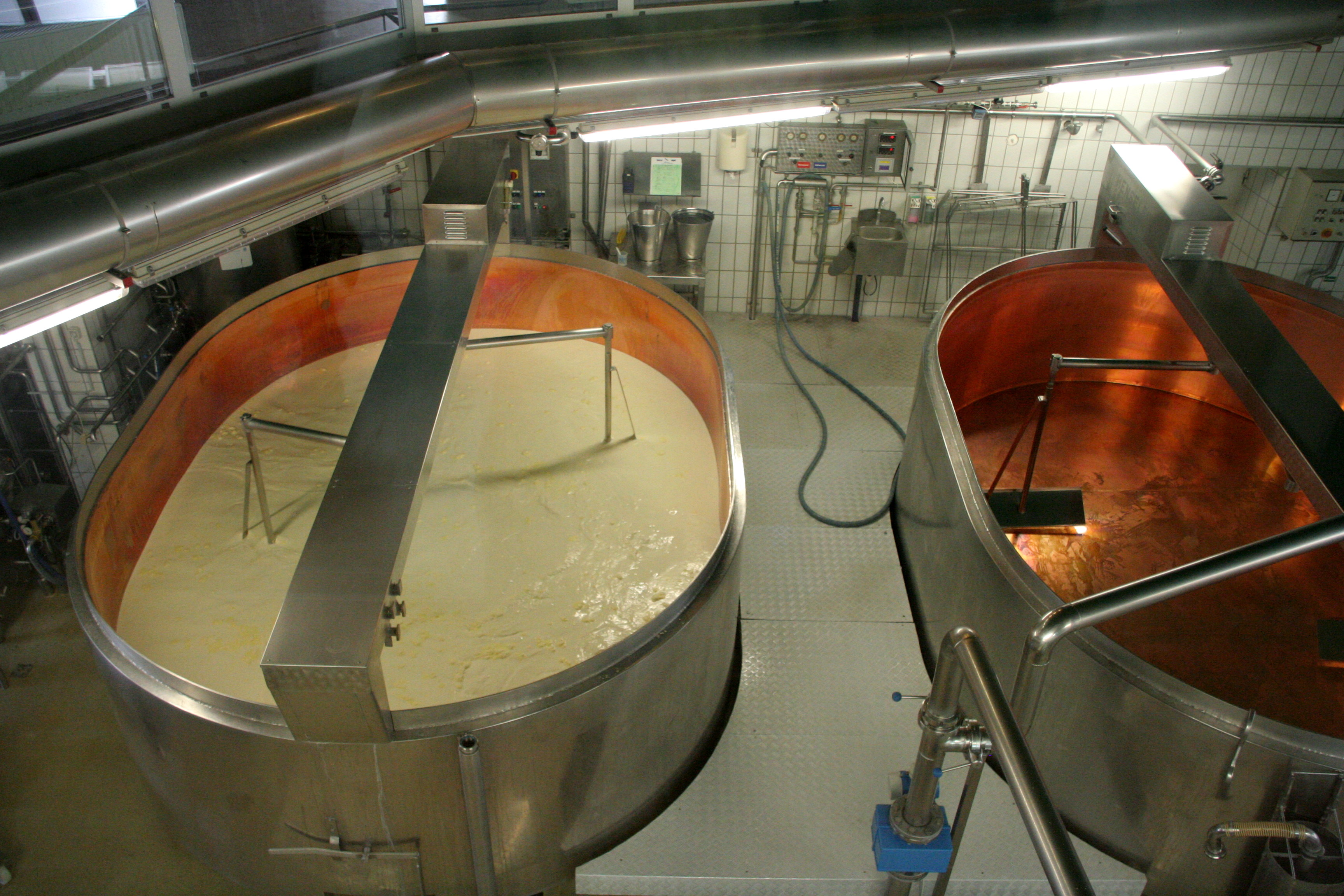
Produção industrial de queijo

Processamento de alimentos é um procedimento que altera em nível físico, biológico e químico o alimento in natura. O principal objetivo do processamento de alimentos é o aumento do tempo de duração dos alimentos, pois os alimentos em seu estado in natura são, em geral, muito perecíveis. Esse procedimento ocorre após retirada do alimento da natureza e antes que seja submetido à preparação culinária. Porém, preparações culinárias, incluindo descarte de partes não comestíveis, fracionamento, cozimento, tempero e combinação entre alimentos não são considerados processamento.

## História

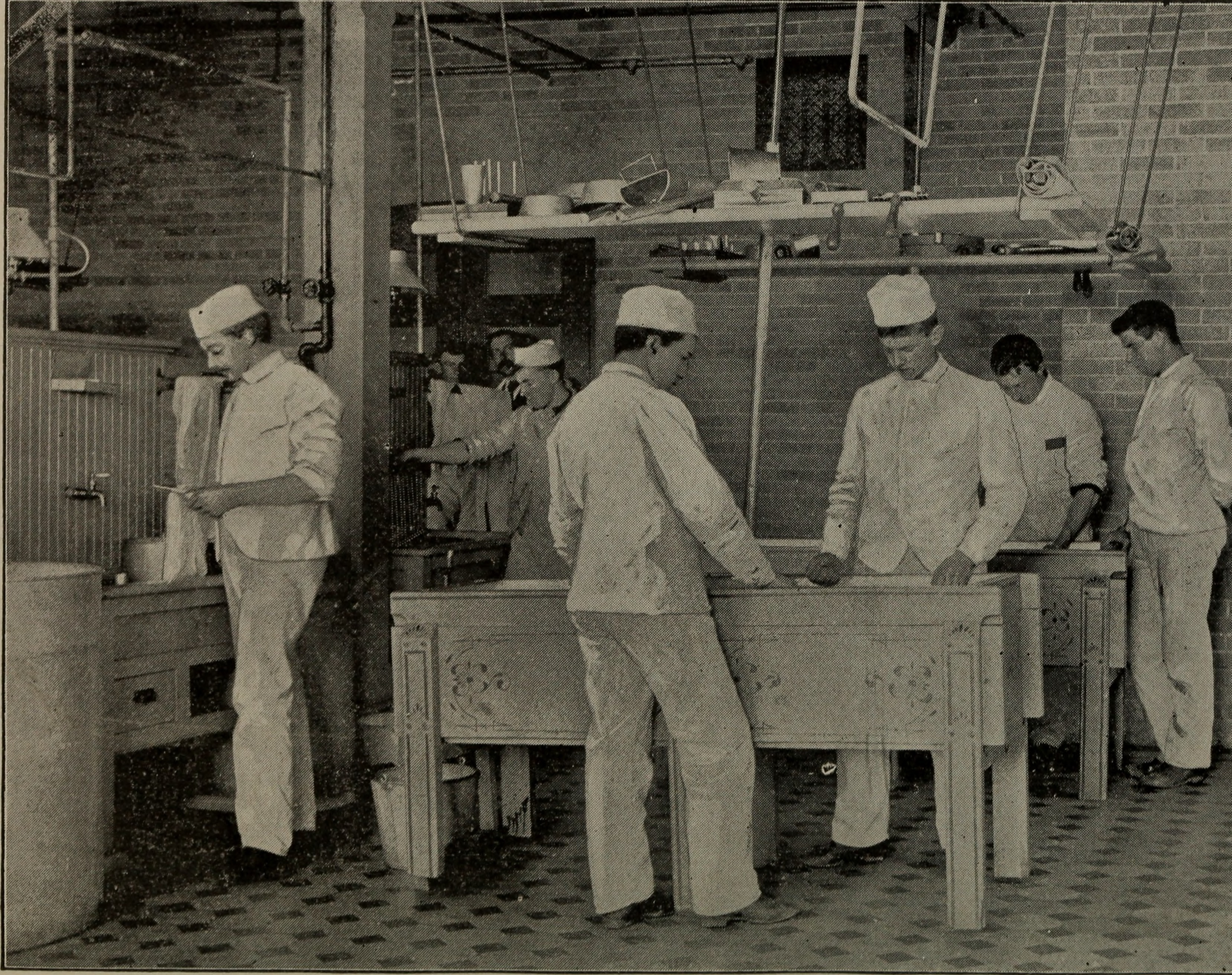
Produção de queijo cheddar no século XIX

O processamento de alimentos remonta às idades pré-históricas, quando o processamento bruto incorporava fermentação, secagem ao sol, conservas com sal e vários tipos de cozimento (como assar, fumar, cozinhar a vapor e assar no forno). Esse processamento básico de alimentos envolvia alterações enzimáticas químicas para o estrutura básica dos alimentos em sua forma natural, também servia para construir uma barreira contra a atividade microbiana superficial que causava rápida decomposição. A preservação do sal era especialmente comum para alimentos que constituíam a dieta de guerreiros e marinheiros até a introdução dos métodos de enlatamento. As evidências da existência desses métodos podem ser encontradas nos escritos das antigas civilizações grega, caldeia, egípcia e romana, bem como evidências arqueológicas da Europa, América do Norte e do Sul e Ásia. Essas técnicas de processamento experimentadas e testadas permaneceram essencialmente as mesmas até o advento da revolução industrial.
A melhora do abastecimento, produção e conservação dos alimentos tiveram como consequência do aumento ao seu acesso, e reduziram a fome e a desnutrição nos países da Europa e nos Estados Unidos, diminuindo as taxas de mortalidade nesses países nos séculos XVIII e XIX.

## Graus de processamento
De acordo com o Ministério da Saúde do Brasil, no Guia Alimentar para a População Brasileira, os alimentos são categorizados em três principais grupos: In natura e minimamente processados; alimentos processados; alimentos ultraprocessados.

### Alimentosin naturae minimamente processados

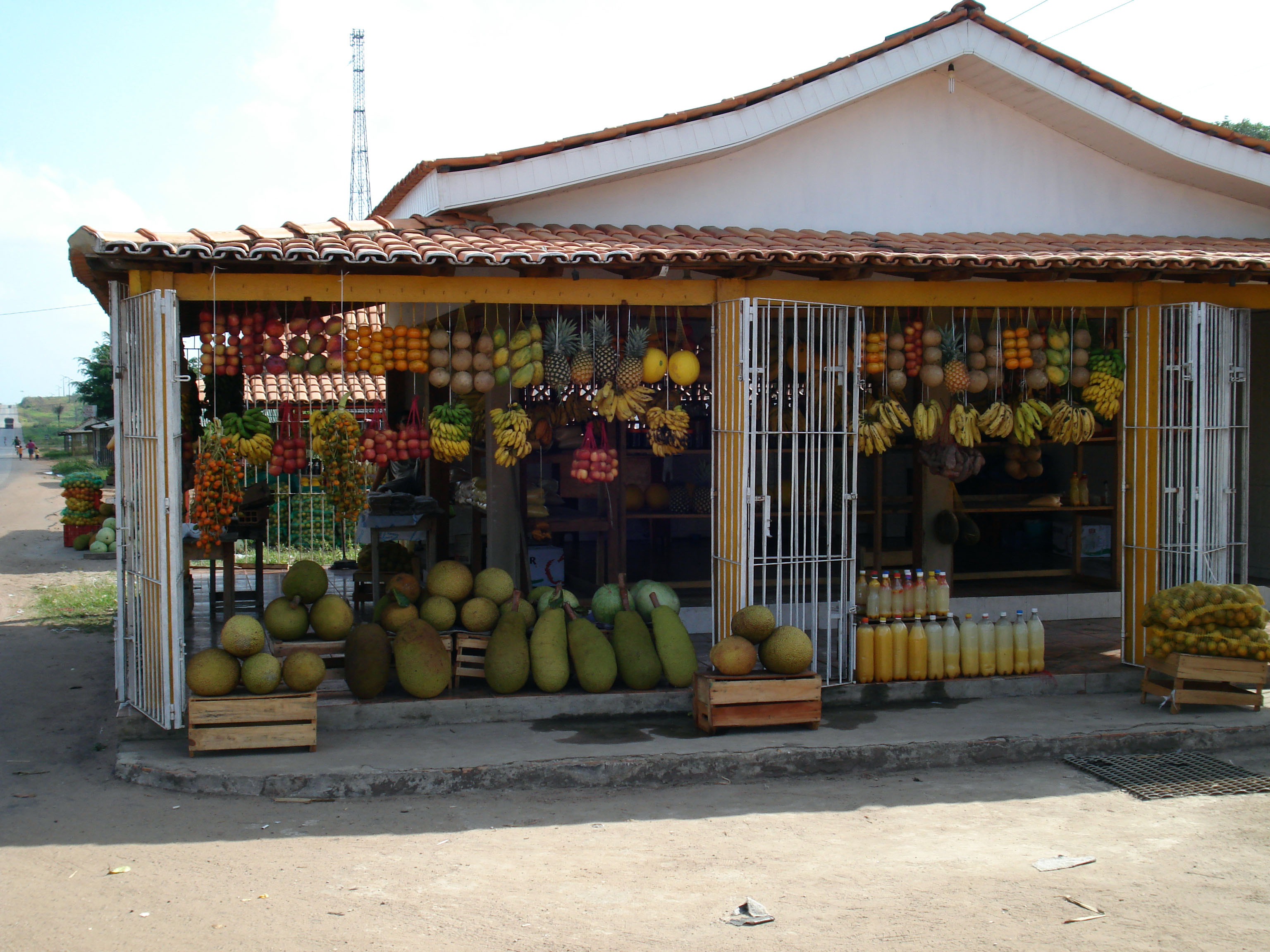
Alimentos in natura e minimamente processados

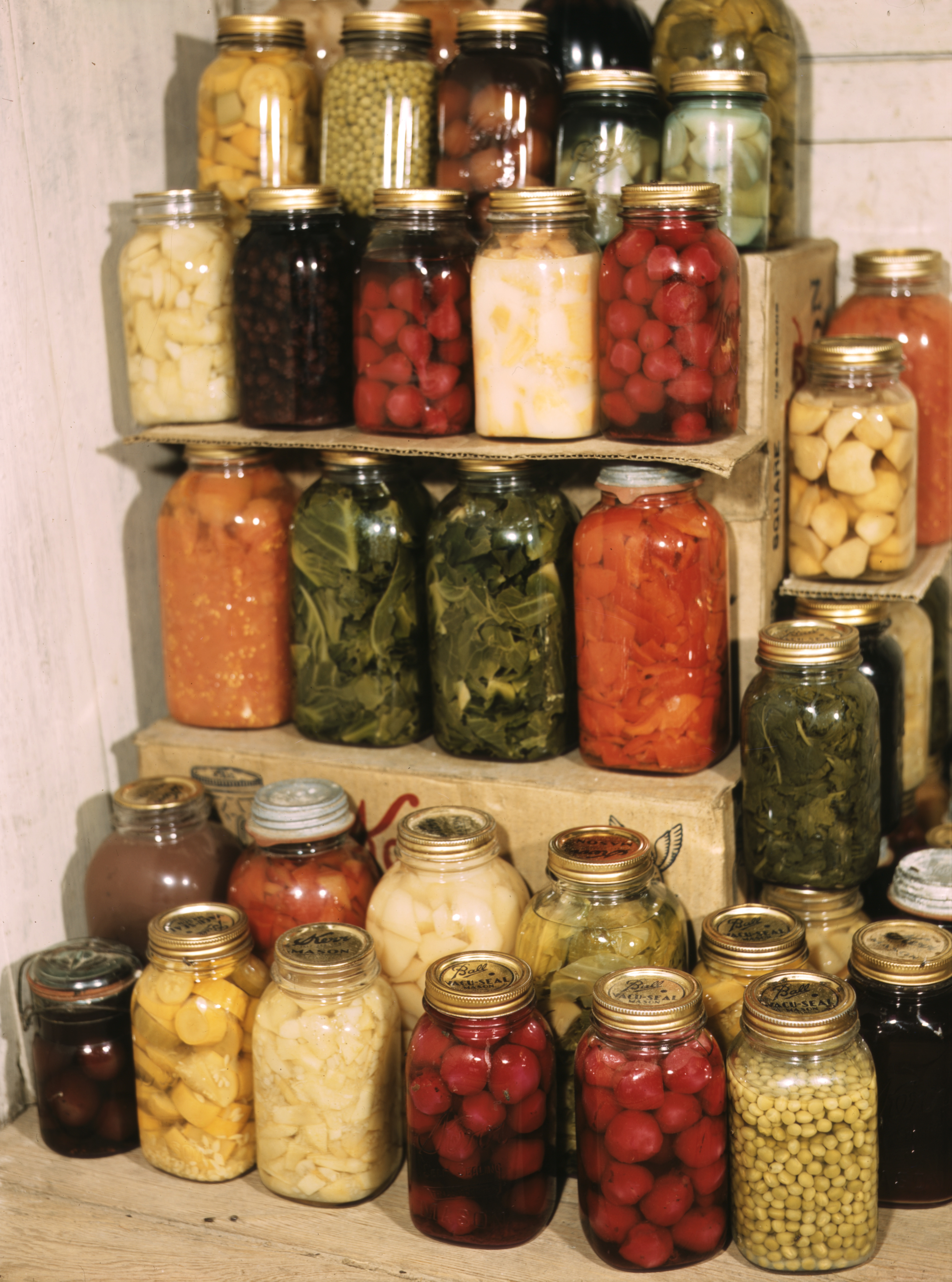
Alimentos em conserva

Os alimentos in natura são os provenientes da natureza, de origem animal ou vegetal, que não tenham passado por nenhum tipo de processamento (limpeza, secagem, embalagem, entre outros). Exemplos desse grupo são frutas, verduras, legumes e hortaliças frescos, não embalados e não-higienizados - retirados diretamente da natureza para o consumidor. É facilmente encontrado em feiras livres e hortifrútis, havendo pouca ou nenhuma perda de características nutricionais. No entanto, seu tempo de prateleira pode ser mais curto.
Os alimentos minimamente processados sofrem processamento industrial ínfimo no intuito de conservar, facilitar seu acesso e/ou assegurar sua qualidade e, por definição, não recebem nenhum outro ingrediente durante esse processo - limpeza, remoção de partes não comestíveis ou indesejáveis, descamação, descascamento, secagem, fermentação, pasteurização, congelamento - e vários outros processos que não adicionam sal, açúcar, óleos, gorduras ou  qualquer outra substância que não seja do alimento original.[1] Alguns exemplos são as carnes e leites frescos, arroz, feijões, ovos, farinha de trigo, além de vegetais, legumes e frutas embalados, refrigerados e/ou congelados, café,  chás infusões.
Esses alimentos facilitam o consumo por sua praticidade, seu fácil acesso em supermercados e outros locais de compra, além de apresentarem maior tempo de vida de prateleira.

### Alimentos processados
Alimentos processados são produtos derivados dos alimentos in natura ou minimamente processados, porém com adição de sal, açúcar, gorduras e outros tipos de substâncias comuns na culinária. O processamento tem por finalidade aumentar o tempo de prateleira, ou seja, torná-los mais duráveis, ou então, mais palatáveis.
Segundo o Guia Alimentar para a População Brasileira, alimentos processados podem passar por alguns tipos de procedimentos como cozimento, fermentação, secagem, defumação, acondicionamento em latas ou vidros e uso de salmoura. É válido ressaltar que  grande parte desses alimentos mantém algumas características (aparência) do seu alimento de origem, possibilitando assim o seu reconhecimento.
A diferença entre alimento processado e ultraprocessado é que, no caso do primeiro são “reconhecidos como versões modificadas do alimento original sendo produzidos com os alimentos in natura e ingredientes culinários”, no segundo caso são compostos, em grande, parte por substâncias (i) produzidas em laboratório a partir de matéria orgânica, como corantes e outros aditivos; (ii) extraídas de outros alimentos, como proteínas e açúcares; e  (iii) provenientes de constituintes de alimentos, por exemplo, amido modificado e gorduras hidrogenadas. Os ultraprocessados servem geralmente para criar refeições prontas para aquecimento e consumo e, para isso,  há um grande uso de aditivos e preservativos. Alguns exemplos são biscoitos recheados, refrigerantes e grande parte de refeições congeladas de aquecimento e consumo rápido.
Já a diferença entre o processado e o minimamente processado é que este  não envolve a adição de ingredientes culinários como sal e açúcar.  Tais processos podem ser realizados pelo produtor primário, pela indústria e pelo comerciante. Alguns exemplos de alimentos minimamente processados são carne e leite frescos, grãos, café e chá.
É recomendado que o consumo de alimentos processados seja moderado e que os mesmos sejam sempre utilizados como acompanhamento em preparações culinárias à base de alimentos in natura ou minimamente processados.
Alguns exemplos de alimentos processados são: palmito, pepino, ervilhas, cebola e cenoura preservados em salmoura ou em solução de sal e vinagre; extratos ou concentrados de tomate (com sal e/ou açúcar); frutas em calda e frutas cristalizadas; carne seca e toucinho; sardinha e atum enlatados; queijos; pães feitos de farinha de trigo; leveduras; água e sal.

### Alimentos ultraprocessados

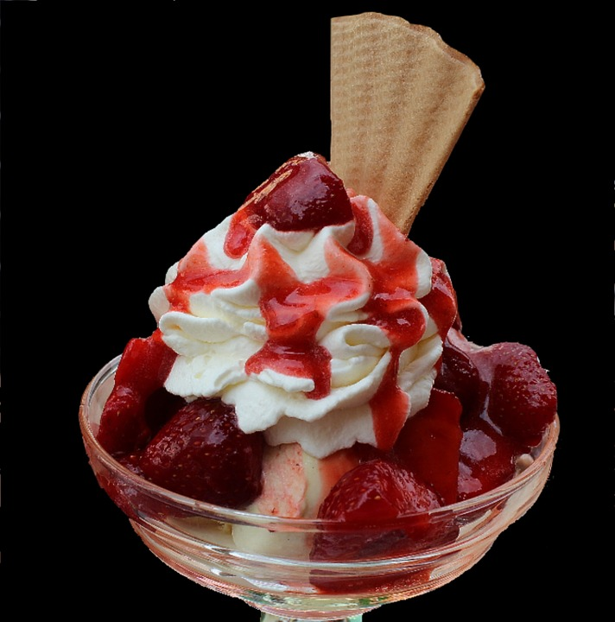
Alimento ultraprocessado

Alimentos ultraprocessados são produtos que estão prontos ou pré-prontos para o consumo. São formulações industriais feitas a partir de alimentos in natura ou parte deles e também por substâncias extraídas de alimentos, como: óleos, amido, proteínas. Comumente esses alimentos possuem substâncias sintetizadas em laboratório, ingredientes esses, incomuns na culinária tradicional, que são utilizados com o fim de realçar o sabor, a textura e a coloração do produto, além de prolongar a validade.
Há diversos fatores que influenciam o consumo de alimentos ultraprocessados, como socioeconômicos, culturais, biológicos, entre outros. Este tipo de alimento promove um consumo mais facilitado e rápido, em acordo com o estilo de vida atual. O uso de ultraprocessados está atrelado à praticidade, ao tempo de preparo minimizado e ao forte apelo publicitário acerca do consumo. Além disso, esses alimentos contém características sensoriais marcantes, como: palatabilidade, cor, aroma e sabor que atraem os consumidores.
O consumo de produtos alimentícios ultraprocessados têm causado a perda do ato de cozinhar e a comensalidade, ou seja, comer à mesa, em família e com amigos. Consequentemente, há a redução do tempo dedicado às refeições, diminuição da concentração no ato de comer e o aumento do consumo de alimentos sem necessidade.
Mesmo sendo produtos alimentícios práticos, o consumo exagerado de ultraprocessados deve ser evitado, uma vez que grande parte dos alimentos desse grupo possuem altos teores de açúcares, de sódio, de aditivos químicos, de gorduras (trans e saturadas) e baixos teores de proteínas, fibras e de potássio, conferindo ao alimento uma alta densidade energética, que está ligada ao aumento de Doenças Crônicas Não Transmissíveis, como Diabetes, Obesidade e hipertensão. Além disso, possuem baixas quantidades de nutrientes, como: vitamina B12, vitamina C, vitamina D, vitamina E, cobre, manganês, zinco e magnésio, que podem influenciar desde o crescimento e desenvolvimento infantil  até o prognóstico de doenças crônicas.
Contudo, esse alimentos possuem benefícios,  uma vez que podem ser utilizados para aumentar o consumo nutrientes essenciais para a saúde, como o cálcio e o ferro. O consumo de alimentos como queijos, iogurtes e alguns doces que contêm leite podem estar relacionados à maior ingestão de cálcio, bem como a ingestão de farinhas de trigo e de milho fortificadas com ferro podem ter ajudado na redução de casos de anemia.
Alguns exemplos de produtos alimentícios ultraprocessados: guloseimas (bala, goma de mascar, pirulito, entre outros), macarrão instantâneo, refrigerante, pizzas e hambúrgueres, pré-prontos, biscoitos com recheio, iogurtes, farinhas fortificadas, entre outros.